# 白牙 (2018年電影)
《白牙》（法語：Croc-Blanc）是一部2018年上映的法國電腦動畫電影，由亞歷山大·埃斯皮加雷斯執導，改編自杰克·伦敦所著的同名小說。該片於圣丹斯电影节首映。全片採用類似油畫的風格製作。

## 劇情
故事的主角是一只名叫白牙的狼，由母親吉喜（Kiche）撫養長大，白牙自幼生长在弱肉强食的世界之中；之後，吉喜在與山貓的戰鬥中受傷。曾為雪橇犬的吉喜將白牙带回了之前的主人—一位善良强壮的印第安捕獸人灰狸（Grey Beaver）身邊，白牙也加入了灰狸的雪橇犬隊，起初其他的雪橇犬不願順服於白牙的能力與領導，但最終白牙還是獲取了領頭犬的位置。然而灰狸卻被狡詐的鬥犬博彩人標緻史密斯（Beauty Smith）所詐，為了保全自己的部落，灰狸只好將白牙賣給史密斯。史密斯為獲取鬥犬的高額獎金，使用殘酷的訓練手段，意欲將白牙改造成兇惡的戰鬥狼，甚至不惜讓牠一次對戰兩隻惡犬，使得白牙為此負傷，後來白牙被爲人正直的法警威登·史考特（Weeden Scott）所救。由於威登在營救過程中也因遭襲擊而受傷，之後威登與白牙就被送回老家，由善良溫柔的妻子瑪姬（Maggie Scott）照料。在威登與瑪姬的溫柔照護之下，白牙重拾了對人類的信任，並成為夫婦忠心的幫手。然而，貪婪的史密斯依然處心積慮地想獲得白牙，並對威登展開報復，所幸在千鈞一髮之際，白牙擊退了史密斯的手下，救了自己的主人，最後史密斯終於遭到逮捕。片尾，史考特夫婦決定讓白牙聽從內心的聲音，回歸大自然山林。

## 配音員
| 名稱                         | 英語配音      | 法語配音        | 簡介                                               |
| ---------------------------- | ------------- | --------------- | -------------------------------------------------- |
| 白牙 （White Fang）          | -             | -               | 由狼與雪橇犬所生，從小生長於荒野、性格勇敢、堅強。 |
| 威登·史考特 （Weeden Scott） | 尼克·奧弗曼   | 拉斐爾·佩松納茲 | 淘金小城的法警，勇敢強壯，富於同情心。             |
| 瑪姬·史考特 （Maggie Scott） | 拉什达·琼斯   | 維吉妮·艾菲拉   | 威登的妻子，是位善良而美麗的女性                   |
| 標緻史密斯 （Beauty Smith）  | 保罗·吉亚玛提 | 多米尼克·皮諾   | 鬥犬博彩人，奸詐狡猾，性格貪婪。                   |
| 灰狸 （Grey Beaver）         | 艾迪·斯皮爾斯 | 法蘭茲·康菲艾克 | 心地善良的印第安酋長。                             |

## 評價
這部電影普遍獲得了較正面的評價。在爛番茄上，新鮮度為88%，平均評分為7.2分。

## 外部連結
- 互联网电影数据库（IMDb）上《白牙》的资料（英文）
- 在Netflix上觀看《白牙》